# Nadia Stankovich
Nadia Stankovich, também conhecida como Nadia Stankovitch (Belgrado, 24 de fevereiro de 1924 - Cidade do México, 30 de agosto de 2017), foi uma pianista, concertista e professora mexicana nascida na Jugoslávia, com destaque para a interpretação das obras de compositores mexicanos como Juventino Rosas e Ricardo Castro.

## Carreira
Stankovich nasceu em Belgrado, na época Reino da Iugoslávia em 1924. Ela estudou na Universidade de Música e Artes Cênicas de Viena com Emil von Sauer, um discípulo de Franz Liszt sendo solista na Orquestra Mozarteum de Salzburg. Ela fugiu da Iugoslávia em 1950 e estabeleceu seu exílio no México. Como pianista, Stankovich fez turnês em salas de concerto na América, Ásia e Europa. No México foi dirigida por condutores como Luis Herrera de la Fuente, Eduardo Mata, Francisco Savín, Helmut Calgeer, entre outros.
Como pianista, manteve uma atenção especial de compositores do romantismo mexicano do século XIX e do início do século XX como Juventino Rosas e Ricardo Castro. De 1994 a 2000, ela executou e gravou as obras completas para piano de Rosas. Stankovich fez parte do grupo de solistas do Instituto Nacional de Belas Artes do México. Como professora, ela treinou várias gerações de pianistas e músicos.

## Prêmios e reconhecimentos
- Águila de Tlatelolco, concedido pela Secretaria de Relações Exteriores do México, 1978